# Acrotholus
Acrotholus byl rod ptakopánvého pachycefalosauridního dinosaura, žijící na severozápadním území Severní Ameriky (souvrství Milk River) v období pozdní křídy (stupeň/věk santon, asi před 84 miliony let). Typový druh A. audeti byl popsán týmem paleontologů v roce 2013 z kanadské Alberty. Jedná se o jednoho z nejstarších známých pachycefalosauridů vůbec. 
Jeho blízkým vývojovým příbuzným byl východoasijský druh Prenocephale prenes a později žijící druh Platytholus clemensi z americké Montany.